# Auguste Forel
Pour les articles homonymes, voir Forel.

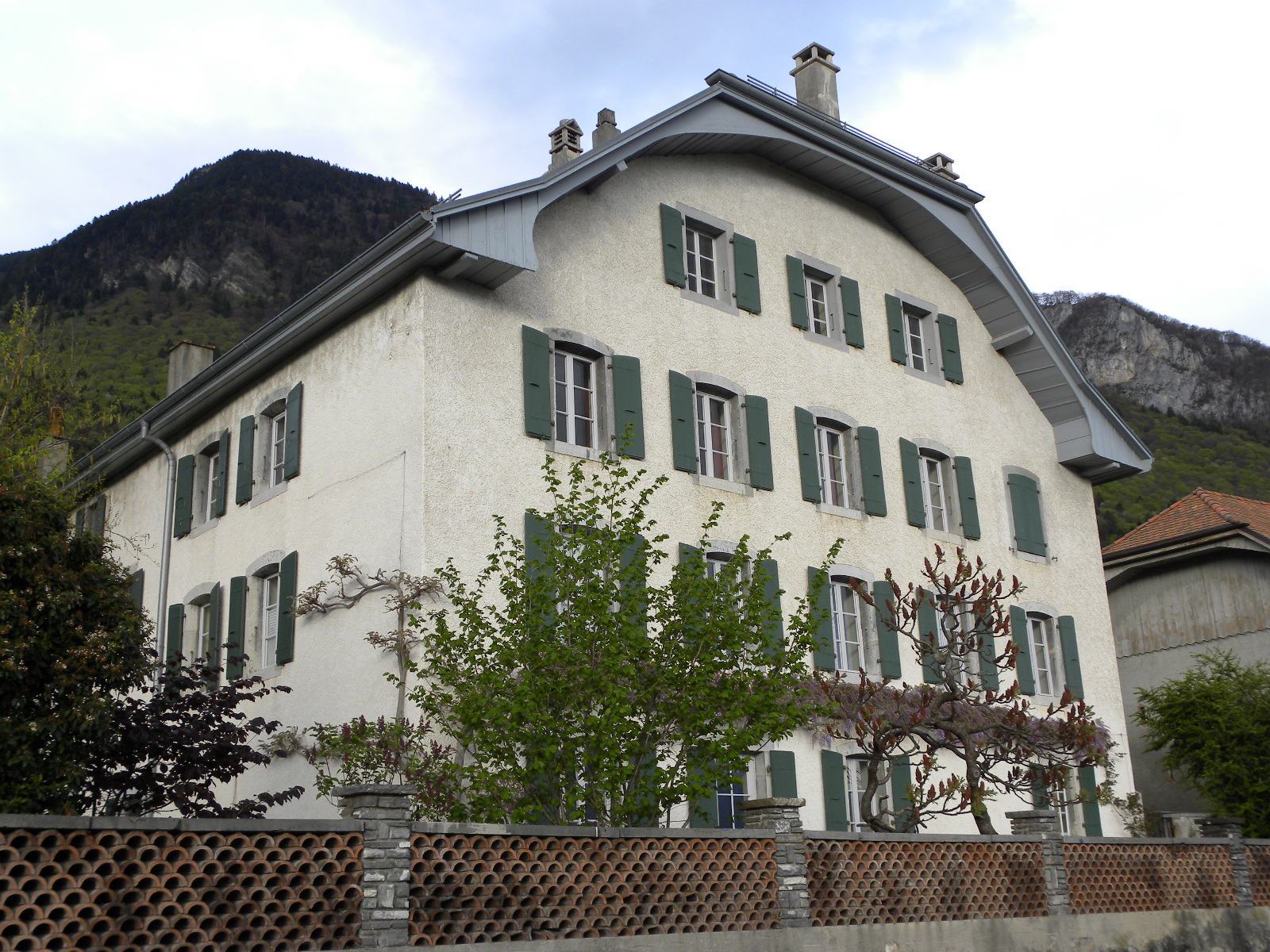
La Fourmillière - Yvorne Suisse - Auguste Forel.

Auguste Forel, de son nom complet Auguste-Henri Forel, né le 1er septembre 1848 à Morges dans le canton de Vaud (originaire du même lieu, de Cully, de Chigny et de Lonay) et mort le 27 juillet 1931 à Yvorne, est un entomologiste, neuroanatomiste, psychiatre et eugéniste suisse, partisan de l'hygiène raciale.
Il a joué un rôle important dans la psychiatrie suisse et il et l'un des plus grands myrmécologues.

## Biographie
Sa mère est une huguenote originaire des Cévennes.
Après avoir suivi le gymnase classique à Lausanne, Auguste-Henri Forel fait des études de médecine à Zurich. À Vienne, il rédige une thèse de doctorat sur le thalamus ou couche optique sous la direction de l'anatomiste Theodor Meynert, spécialiste du cerveau, en 1871.
Depuis toujours, ses intérêts le portent vers l'étude des fourmis : la myrmécologie ; son premier travail sur l'instinct meurtrier de la Solenopsis fugax paraît en 1869. Son ouvrage Les fourmis de la Suisse, qu'il adresse à Charles Darwin avec qui il entretient ensuite une correspondance, lui vaut le Prix Schläfli attribué par la Société helvétique des sciences naturelles (1872). Il est considéré comme le premier myrmécologue au monde.
Il est chirurgien lors de la guerre franco-allemande de 1870. Les horreurs de la guerre nourrissent son pacifisme.
En 1873, il se rend à l'hôpital psychiatrique de district de Munich, fondé par Bernhard von Gudden, médecin de Louis II de Bavière.
À partir de 1879, il travaille en tant que médecin assistant à l'hôpital psychiatrique du Burghölzli à Zürich. Il en devient le directeur en 1879, une fonction qu'il occupe jusqu'en 1898.
Il se marie avec Emma Steinheil.
Convaincu par un adepte de la Croix-Bleue, Jakob Bosshardt, il devient abstinent (1886) et lutte inlassablement contre l'alcoolisme. En 1888, il fonde un centre de désintoxication pour alcooliques à Ellikon an der Thur, aujourd'hui clinique Forel, et nomme Bosshardt comme directeur. Malgré ses réticences à l'égard de tout ce qui est religieux, il devient également le fondateur de la première loge de Bons-Templiers en Suisse (1892).
Premier chercheur à effectuer des coupes d'un cerveau entier, il revendique aussi la paternité de la théorie des neurones (1886) en même temps que Wilhelm His (1831-1904), mais indépendamment de lui.
En 1887, il s'initie à la technique de l'hypnose. L'année suivante, il obtient que la psychiatrie devienne une matière obligatoire des examens fédéraux de médecine. En 1894, il élabore un projet pour une loi suisse sur l'aliénation (non promulguée), qui exerce des effets durables sur certaines législations cantonales ; dans le canton de Vaud notamment, la législation en matière de psychiatrie emprunte ses idées à l'eugénisme et ne recule pas devant la stérilisation forcée (loi promulguée en 1928 et restée en vigueur jusqu'au début des années 1990). Il se prononce pour l'euthanasie dans certains cas de maladies psychiques. Il est nommé docteur honoris causa de philosophie de l'université de Zurich en 1896. Sa vision du monde s'inscrit dans l'idéologie raciste de l'impérialisme européen.
En 1895, il est directeur de thèse de Josephine Fallscheer-Zürcher dont le sujet traite de Jeanne d'Arc d'un point de vue psychologique et psychopathologique.
En 1898, il s'engage dans la lutte contre l'alcoolisme, pour la question sociale[pas clair], la psychiatrie, le droit pénal, la science et le pacifisme.
Il est chargé d'évaluer l'assassin d'Élisabeth d’Autriche, Luigi Lucheni, en tant qu'expert psychiatre et le déclare irresponsable. Il couvre ensuite le procès pour la Gazette de Lausanne. Il contribue dans ce contexte à ce que le droit pénal suisse tienne compte de la faculté de discernement et de la maladie mentale.
Il est également un pionnier de la sexologie. Son ouvrage « La question sexuelle », publié en 1905, dénonce l'oppression de la femme.
Il est le père du psychiatre Oscar Forel.
En 1910, le peintre Oskar Kokoschka fait son portrait.

## Eugénisme, hygiène raciale et darwinisme social
Malgré une approche progressiste de la médecine et de la psychiatrie, le système de pensée d'Auguste Forel est marqué par une volonté hygiéniste, résultant en une forme de darwinisme social. Il est convaincu d'une opposition entre deux catégories sociales : « la supérieure, socialement utile, saine et heureuse, et l'inférieure, socialement inutilisable, moins saine et plus malheureuse. Pour bien servir la société, la première moitié devait se reproduire fortement, et la seconde être empêche de procréer ». Cette catégorie inférieure comprend selon lui « les criminels, les aliénés, les imbéciles, les drogués, les alcooliques, les invalides, les rachitiques, les tuberculeux, les amoraux et les asociaux », ou encore les Yéniches. Convaincu que la science peut aider la société, il pratique la stérilisation contrainte de personnes souffrant de troubles mentaux. Le canton de Vaud vote d'ailleurs en 1928 une loi autorisant la stérilisation des malades mentaux qui doit beaucoup à Auguste Forel. En vigueur jusqu'en 1985, cette loi a amené à 187 stérilisations dans ce canton, touchant surtout des jeunes femmes « inadaptées suite à des manques de scolarisation ou à des situations familiales difficiles, célibataires pour la plupart, vivant dans des conditions socio-économiques précaires, et caractérisées par des troubles de l'intelligence moyens ou légers ».
Cette conception eugénique s'accompagne de racisme : la race blanche est pour lui supérieure, et doit « se protéger contre les races inférieures ». Il s'inscrit ainsi dans un courant de psychiatres suisses qui ont pavé le chemin de l'hygiène raciale, tels que Ernst Rüdin et Eugen Bleuler, son successeur au poste de directeur du Burghölzli de Zurich.
En 1991, la revue historique suisse Les Annuelles publie, sous le titre Psychiatrie, eugénisme et darwinisme social, quatre études sur cette problématique des médecins hygiénistes raciaux en Suisse, et sur Auguste Forel en particulier. De ce fait, une importante polémique agite l'Université de Zurich en 2005 et 2006 autour de la question du maintien du buste d'Auguste Forel, qui donne lieu à un Symposium organisé par la Commission d'éthique, et enfin au retrait de son buste.

## Pacifisme et religion
En 1916, Auguste Forel devient socialiste, il apprend l'espéranto et se fait le défenseur de la Société des Nations. En 1920, il adhère à la religion universelle du bahaïsme ; fait rarissime pour l'époque, il avait refusé de faire sa confirmation à l'adolescence. En 1921, il reçoit une lettre de ʿAbd-al-Bahāʾ, traitant de la nature spirituelle de l'homme et des preuves de l'existence de Dieu,.

## Myrmécologie

### Débuts précoces
La passion pour les insectes, en particulier les insectes sociaux, naît très tôt chez celui qui sera l'un des plus grands contributeurs à la myrmécologie. Dès l'âge de 5 à 8 ans, il observe les fourmis et les guêpes, leurs interactions, et découvre à cette période précoce deux espèces pratiquant l'esclavagisme. Il est encouragé par sa famille, son père lui offre Mémoires pour servir à l'étude des insectes de Réaumur et sa grand-mère les Recherches sur les mœurs des fourmis indigènes (Genève, 1810) de Pierre Huber, dont il s'engage à être le continuateur, alors qu'il n'a que 11 ans.

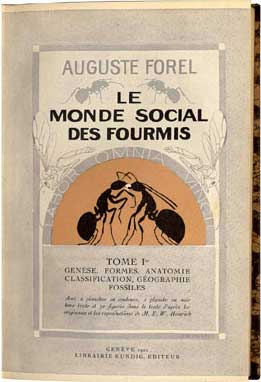
Couverture du Monde social des fourmis, tome 1, 1921

### Premières publications
Au cours de ses études, d'abord à Lausanne puis à Zurich, il fait la connaissance d'Édouard Bugnion, futur vétérinaire, professeur d'anatomie et d'embryologie et entomologiste intéressé aux termites, qui attire son attention sur les travaux de Darwin. A côté de ses études puis de sa pratique de médecine, il continue la myrmécologie : en 1869, à 21 ans, il devient membre de la Société suisse d'entomologie et publie ses premières observations sur la lestobiose, l'instinct de rapt et de guerre chez Solenopsis fugax. Il correspond avec Gustav Mayr à Vienne, qui le met en contact avec Carlo Emery, de Naples, futur professeur de zoologie. En 1871, il présente son travail sur Les fourmis de la Suisse : systématique, notices anatomiques et physiologiques, architecture, distribution géographique, nouvelles expériences et observations de mœurs (publié en 1874), qui lui vaut le prix Schläfli de l'Académie suisse des sciences naturelles, le prix Thore de l'Académie française des sciences et des éloges de Darwin. Il se forme à l'anatomie des insectes auprès du professeur Franz von Leydig.

### Importance de l’œuvre
Il devient ainsi l'un des principaux myrmécologistes de son temps : au cours de sa vie, il va rédiger plus de 250 publications, et décrire plus de 3500 espèces et variétés! Après une attaque en 1912, Il donnera sa collection de fourmis de Suisse au Musée zoologique de Lausanne. En 1922, le Museum d'histoire naturelle de Genève acquiert sa grande collection, comprenant plus de 50'000 individus pour plus de 5900 espèces, avec les types de ses 3500 descriptions et les co-types de 1700 espèces décrites par Mayr, Emery, Wheeler et d'autres. Elle comprend également une collection de nids de fourmis.
Entre 1921 et 1923, il publie son œuvre majeure, Le monde social des fourmis du globe, comparé à celui de l'homme, en 5 tomes, qui représente l'aboutissement de tous ses travaux, tant en entomologie qu'en neurologie : il y expose notamment des observations sur le contrôle neuronal du comportement instinctif commun aux insectes et à l’homme.

## Hommages - Polémiques
De nombreuses espèces de fourmis ou d'autres groupes ont été dédiées à Auguste Forel dès la fin du XIXe siècle (cf ci-dessous).

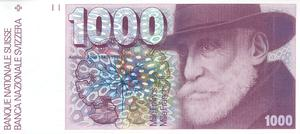
Billet de banque de mille francs suisses de la 6e série.

Un portrait d'Auguste Forel figure sur les billets de 1 000 francs suisses de la 6e série, mise en circulation en 1976 et ayant cours jusqu'en 1998, et au dos duquel figure une représentation de fourmis.
Dans une série consacrée aux médecins et hommes de sciences célèbres, la Poste suisse a également émis en 1971 un timbre de 20 centimes à son effigie.
Entre 2003 et 2007, une polémique à propos de l'eugénisme d'Auguste Forel a lieu à l'Université de Zurich, qui aboutira à la décision, par la Commission d'éthique, du retrait de son buste.

### Espèces dédiées à Auguste Forel
Les espèces de fourmis dédiées à Auguste Forel sont les suivantes (Selon ITIS, consulté le 20.03.2022):  
- Camponotus foreli Emery, 1881, Formicinae
- Eciton burchellii foreli Mayr, 1886, Ecitoninae
- Hypoponera foreli (Mayr, 1887), Ponerinae
- Forelius Emery, 1888, Dolichoderinae
- Megalomyrmex foreli Emery, 1890, Myrmicinae
- Azteca forelii Emery, 1893, Dolichoderinae
- Technomyrmex foreli Emery, 1893, Dolichoderinae
- Rogeria foreli Emery, 1894, Myrmicinae
- Terataner foreli (Emery, 1899), Myrmicinae
- Pheidole foreli Mayr, 1901, Myrmicinae
- Cataglyphis foreli (Ruzsky, 1903), Formicinae
- Leptothorax foreli Santschi, 1907, Myrmicinae
- Formica foreliana Wheeler, 1913, Formicinae
- Cerapachys foreli (Santschi, 1914), Cerapachyinae
- Monomorium foreli Viehmeyer, 1914, Myrmicinae
- Paratrechina foreli (Emery, 1914), Formicinae
- Calyptomyrmex foreli Emery, 1915, Myrmicinae
- Myrmicocrypta foreli Mann, 1916, Myrmicinae
- Ocymyrmex foreli Arnold, 1916, Myrmicinae
- Rhytidoponera foreli Crawley, 1918, Ponerinae
- Aenictus foreli Santschi, 1919, Aenictinae
- Leptogenys foreli Mann, 1919, Ponerinae
- Lepisiota foreli (Arnold, 1920), Formicinae
- Notostigma foreli Emery, 1920, Formicinae
- Strongylognathus foreli Emery, 1922, Myrmicinae
- Messor foreli Santschi, 1923, Myrmicinae
- Myrmicaria foreli Santschi, 1925, Myrmicinae
- Typhlomyrmex foreli Santschi, 1925, Ponerinae
- Forelophilus Kutter, 1931, Formicinae
- Myrmica lobicornis foreliella Arnold, 1976, Myrmicinae
- Polyrhachis foreli Kohout, 1989, Formicinae

#### Espèces dédiées à Auguste Forel dans d'autres groupes que les fourmis
- Protistes fongoïdes
  - Clathrella foreli Pen., Clathrellidae
- Vers annelés
  - Pristina foreli (Piguet, 1906), Naididae
- Vers plats
  - Gieysztoria foreli (Hofsten, 1911), Dalyelliidae
- Acariens trombidiformes
  - Forelia Haller, 1882, Pionidae
  - Hygrobates foreli (Lebert, 1874), Hygrobatidae
- Cloportes - Isopoda
  - Proasellus foreli Blanc, 1879, Asellidae
- Araignées
  - Myrmarachne foreli Lessert, 1925, Salticidae
- Coléoptères
  - Xyletobius forelii Perkins, 1910, Anobiidae
- Libellules
  - Metaleptobasis foreli Ris, 1918, Coenagrionidae
- Hémiptères
  - Lethaeus foreli Horváth, Rhyparochromidae[21]

## Œuvres principales
- Les fourmis de la Suisse : systématique, notices anatomiques et physiologiques, architecture, distribution géographique, nouvelles expériences et observations de mœurs. (1872), réédité en 2011, Éditeur : Nabu Press,  (ISBN 117891481X)
- L'âme et le système nerveux : hygiène et pathologie, (1906)
- La Question sexuelle (1905, traduit en seize langues[1]), réédité en 2012 : La question sexuelle exposée aux adultes cultivés, préface de Christophe Granger, Éditeur : AUTREMENT,  (ISBN 2746733633)
- Le monde social des fourmis, T1 : Genèse, formes, anatomie, classification, géographie et fossiles. T2 : Sensations, physiologie, fourmis et plantes, hôtes, parasites, nids. T3 : Appareils d'observations, fondation des fourmilières, mœurs à l'intérieur des nids, bétails, jardin, fourmis parasites. T4 : Alliances et guerres, parabiose, lestobiose, esclavagisme. T5 : Mœurs spécialisées, épilogue : les fourmis, les termites et l'homme. Kündig, Genève, 1921-1923;
- Mémoires, édition de la Baconnière, 1941